# Ginnastica ai Giochi della XXVI Olimpiade
Le competizioni di ginnastica dei Giochi della XXVI Olimpiade hanno previsto gare di  ginnastica artistica e di ginnastica ritmica. I concorso di ginnastica artistica si sono svolti svolte dal 20 al 29 luglio 1996 presso il Georgia Dome di Atlanta, mentre quelli di ginnastica ritmica dal 1° al 4 agosto 1996 presso il Stegeman Coliseum.

## Podi

### Uomini
| Evento                           | Oro | Perform. | Argento                                                                                   | Perform. | Bronzo | Perform. |
| Ginnastica artistica             | |          |                                                                                           |          | |          |
| Concorso individuale (dettagli)  | Li Xiaoshuang Cina                                                                                                  | 58,423   | Aleksej Nemov Russia                                                                      | 58,374   | Vitaly Scherbo Bielorussia                                                                                                   | 58,197   |
| Concorso a squadre (dettagli)    | Russia Sergej Char'kov Nikolai Kryukov Aleksej Nemov Yevgeni Podgorny Dmitri Trush Dmitri Vasilenko Alexej Voropaev | 576,778  | Cina Fan Bin Fan Hongbin Huang Huadong Huang Liping Li Xiaoshuang Shen Jian Zhang Jinjing | 575,539  | Ucraina Ihor Korobčyns'kyj Oleg Kosiak Hryhorij Misjutin Vladimir Shamenko Rustam Šaripov Oleksandr Svitlyčnyj Yuri Yermakov | 571,541  |
| Corpo libero (dettagli)          | Ioannis Melissanidis Grecia                                                                                         | 9,850    | Li Xiaoshuang Cina                                                                        | 9,837    | Alexei Nemov Russia | 9,800    |
| Cavallo con maniglie (dettagli)  | Donghua Li Svizzera                                                                                                 | 9,875    | Marius Urzică Romania                                                                     | 9,825    | Alexei Nemov Russia | 9,787    |
| Anelli (dettagli)                | Jury Chechi Italia                                                                                                  | 9,887    | Szilveszter Csollány Ungheria Dan Burincă Romania                                         | 9,812    | Non attribuita |          |
| Volteggio (dettagli)             | Aleksej Nemov Russia                                                                                                | 9,787    | Yeo Hong-chul Corea del Sud                                                               | 9,756    | Vitaly Scherbo Bielorussia                                                                                                   | 9,724    |
| Parallele simmetriche (dettagli) | Rustam Šaripov Ucraina                                                                                              | 9,837    | Jair Lynch Stati Uniti                                                                    | 9,825    | Vitaly Scherbo Bielorussia                                                                                                   | 9,800    |
| Sbarra (dettagli)                | Andreas Wecker Germania                                                                                             | 9,850    | Krasimir Dunev Bulgaria                                                                   | 9,825    | Fan Bin Cina Alexei Nemov Russia Vitaly Scherbo Bielorussia                                                                  | 9,800    |

### Donne
| Evento                            | Oro | Perform. | Argento | Perform. | Bronzo | Perform. |
| Ginnastica artistica              | |          | |          | |          |
| Concorso individuale (dettagli)   | Lilia Podkopayeva Ucraina                                                                                     | 39,255   | Gina Gogean Romania | 39,075   | Simona Amânar Romania Lavinia Miloșovici Romania                                                           | 39,067   |
| Concorso a squadre (dettagli)     | Stati Uniti Amanda Borden Amy Chow Dominique Dawes Shannon Miller Dominique Moceanu Jaycie Phelps Kerri Strug | 389,225  | Russia Elena Dolgopolova Rozalija Galieva Elena Grosheva Svetlana Khorkina Dina Kochetkova Evgenija Kuznecova Oksana Liapina | 388,404  | Romania Simona Amânar Gina Gogean Ionela Loaieş Alexandra Marinescu Lavinia Miloşovici Mirela Ţugurlan     | 388,246  |
| Corpo libero (dettagli)           | Lilia Podkopayeva Ucraina                                                                                     | 9,887    | Simona Amânar Romania | 9,850    | Dominique Dawes Stati Uniti                                                                                | 9,837    |
| Volteggio (dettagli)              | Simona Amânar Romania                                                                                         | 9,825    | Mo Huilan Cina | 9,768    | Gina Gogean Romania                                                                                        | 9,750    |
| Parallele asimmetriche (dettagli) | Svetlana Khorkina Russia                                                                                      | 9,850    | Amy Chow Stati Uniti Bi Wenjing Cina                                                                                         | 9,837    | Non attribuita                                                                                             |          |
| Trave d'equilibrio (dettagli)     | Shannon Miller Stati Uniti                                                                                    | 9,862    | Lilia Podkopayeva Ucraina | 9,825    | Gina Gogean Romania                                                                                        | 9,787    |
| Ginnastica ritmica                | |          | |          | |          |
| Concorso individuale (dettagli)   | Ekaterina Serebrianskaya Ucraina                                                                              | 39,683   | Yanina Batyrchina Russia | 39,382   | Elena Vitrichenko Ucraina                                                                                  | 39,331   |
| Concorso a squadre (dettagli)     | Spagna Estela Giménez Cid Marta Baldó Nuria Cabanillas Lorena Guréndez Estíbaliz Martínez Tania Lamarca       | 38,933   | Bulgaria Ina Delcheva Valentina Kevlian Maria Koleva Maja Tabakova Ivelina Taleva Vjara Vatachka                             | 38,866   | Russia Yevgeniya Bochkaryova Irina Dzyuba Yuliya Ivanova Yelena Krivoshey Olga Shtyrenko Angelina Yushkova | 38,365   |

## Medagliere
| Posizione | Paese         | Oro | Argento | Bronzo | Totale |
| --------- | ------------- | --- | ------- | ------ | ------ |
| 1         | Ucraina       | 4   | 1       | 2      | 7      |
| 2         | Russia        | 3   | 3       | 3      | 9      |
| 3         | Stati Uniti   | 2   | 2       | 1      | 5      |
| 4         | Romania       | 1   | 4       | 5      | 10     |
| 5         | Cina          | 1   | 4       | 1      | 6      |
| 6         | Germania      | 1   | 0       | 0      | 1      |
| 6         | Spagna        | 1   | 0       | 0      | 1      |
| 6         | Grecia        | 1   | 0       | 0      | 1      |
| 6         | Italia        | 1   | 0       | 0      | 1      |
| 6         | Svizzera      | 1   | 0       | 0      | 1      |
| 11        | Bulgaria      | 0   | 2       | 0      | 2      |
| 12        | Corea del Sud | 0   | 1       | 1      | 2      |
| 13        | Ungheria      | 0   | 1       | 0      | 1      |
| 14        | Bielorussia   | 0   | 0       | 4      | 4      |
| Totale    | Totale        | 16  | 18      | 17     | 51     |